# Olivia Rogowská
Olivia Rogowská, nepřechýleně Olivia Rogowska (* 7. června 1991 Melbourne) je australská profesionální tenistka. Ve své dosavadní kariéře na okruhu WTA Tour nevyhrála žádný turnaj. V rámci okruhu ITF získala do září 2012 šest titulů ve dvouhře a jedenáct ve čtyřhře.
Na žebříčku WTA byla nejvýše ve dvouhře klasifikována v březnu 2012 na 111. místě a ve čtyřhře pak v září 2010 na 170. místě. Trénuje ji Chris Johnstone.
Na Hrách Commonwealthu v Dillí 2010 získala spolu s Jessicou Mooreovou stříbrnou medaili v ženské čtyřhře. Během kariéry porazila například Jelenu Dokićovou, Alicii Molikovou, Marii Kirilenkovou nebo Sofii Arvidssonovou.
Nejlepším výsledkem na grandslamu je druhé kolo na Australian Open 2012, kam obdržela divokou kartu do hlavní soutěže.
Po otci Slavkovi Rogowskim, tenisovém kouči, má polský původ.

## Finálové účasti na turnajích okruhu ITF
| $100,000 tournaments |
| $75,000 tournaments  |
| $50,000 tournaments  |
| $25,000 tournaments  |
| $10,000 tournaments  |

### Dvouhra: 11 (6–5)
| Stav       | Č.  | Datum              | Turnaj                   | Povrch | Finalistka          | Výsledek      |
| ---------- | --- | ------------------ | ------------------------ | ------ | ------------------- | ------------- |
| Vítězka    | 1.  | 1. prosince 2008   | Sorrento, Austrálie      | tvrdý  | Čiaki Okadaueová    | 3–6, 6–4, 6–2 |
| Finalistka | 2.  | 27. dubna 2009     | Bundaberg, Austrálie     | tvrdý  | A. Rodionovová      | 5–7, 0–6      |
| Vítězka    | 3.  | 16. listopadu 2009 | Esperance, Austrálie     | tvrdý  | Alicia Moliková     | 6–1, 3–6, 6–2 |
| Finalistka | 4.  | 23. listopadu 2009 | Kalgoorlie, Austrálie    | tvrdý  | Alicia Moliková     | 6–7(6), 3–6   |
| Vítězka    | 5.  | 13. září 2010      | Darwin, Austrálie        | tvrdý  | Naomi Cavadayová    | 6–2, 2–6, 6–0 |
| Finalistka | 6.  | 10. dubna 2011     | Bundaberg, Austrálie     | antuka | C. Dellacquová      | 2–6, 3–6      |
| Vítězka    | 7.  | 11. září 2011      | Alice Springs, Austrálie | tvrdý  | Isabella Hollandová | 7–5, 7–5      |
| Finalistka | 8.  | 9. října 2011      | Esperance, Austrálie     | tvrdý  | C. Dellacquová      | 2–6, 1–6      |
| Vítězka    | 9.  | 30. října 2011     | Port Pirie, Austrálie    | tvrdý  | B. Bobusicová       | 6–3, 6–2      |
| Vítězka    | 10. | 4. října 2012      | Burnie, Austrálie        | tvrdý  | I. Chromačova       | 6–3, 6–3      |
| Finalistka | 11. | 19. února 2012     | Sydney, Austrálie        | tvrdý  | A. Bartyová         | 1–6, 3–6      |

### Čtyřhra: 12 (11–2)
| Stav       | Č.  | Datum              | Turnaj                   | Povrch | Spoluhráčka         | Finalistky                                    | Výsledek            |
| ---------- | --- | ------------------ | ------------------------ | ------ | ------------------- | --------------------------------------------- | ------------------- |
| Vítězka    | 1.  | 4. května 2009     | Ipswich, Austrálie       | antuka | Maki Arajová        | Tyra Calderwoodová Shannon Goldsová           | 6–3, 6–2            |
| Finalistka | 2.  | 14. září 2009      | Darwin, Austrálie        | tvrdý  | Tyra Calderwoodová  | Nicole Krizová Alicia Moliková                | 3–6, 4–6            |
| Vítězka    | 3.  | 5. října 2009      | Mount Gambier, Austrálie | antuka | Emily Webley-Smith  | Erika Semaová Jurika Semaová                  | 6–1, 5–7, [10–7]    |
| Vítězka    | 4.  | 16. listopadu 2009 | Esperance, Austrálie     | tvrdý  | Shannon Goldsová    | Isabella Hollandová Sally Peersová            | 6–1, 6–1            |
| Vítězka    | 5.  | 31. května 2010    | Tiro A Volo, Itálie      | antuka | Christina McHaleová | Irina Kurjanovičová Arantxa Rusová            | 6–4, 6–1            |
| Vítězka    | 6.  | 6. září 2010       | Cairns, Austrálie        | tvrdý  | Tammi Pattersonová  | Tyra Calderwoodová Noppawan Lertcheewakarnová | 6–3, 7–6(3)         |
| Finalistka | 7.  | 4. února 2011      | Burnie, Austrálie        | tvrdý  | Sally Peersová      | Nacumi Hamamuraová Erika Takaová              | 2–6, 6–3, [7–10]    |
| Vítězka    | 8.  | 25. února 2011     | Mildura, Austrálie       | tráva  | Casey Dellacquová   | Rika Fudžiwarová Kumiko Iijima                | 4–6, 7–6(6), [10–4] |
| Vítězka    | 9.  | 4. března 2011     | Sydney, Austrálie        | tvrdý  | Casey Dellacquová   | Rika Fudžiwarová Kumiko Iijima                | 3–6, 7–6(3), [10–4] |
| Vítězka    | 10. | 1. dubna 2011      | Ipswich, Austrálie       | antuka | Casey Dellacquová   | Miki Miyamuraová Mari Tanakaová               | 6–4, 6–4            |
| Vítězka    | 11. | 8. dubna 2011      | Bundaberg, Austrálie     | antuka | Casey Dellacquová   | Daniella Jefleaová Sandra Zaniewská           | 7–5, 6–4            |
| Vítězka    | 12. | 7. října 2011      | Esperance, Austrálie     | tvrdý  | Casey Dellacquová   | Monique Adamczaková Sandra Zaniewská          | 6–3, 6–2            |
| Vítězka    | 13. | 14. října 2011     | Kalgoorlie, Austrálie    | tvrdý  | Casey Dellacquová   | Yi-Fan Xu Kai-Lin Zhang                       | 6–1, 6–1            |